# 로제 와인

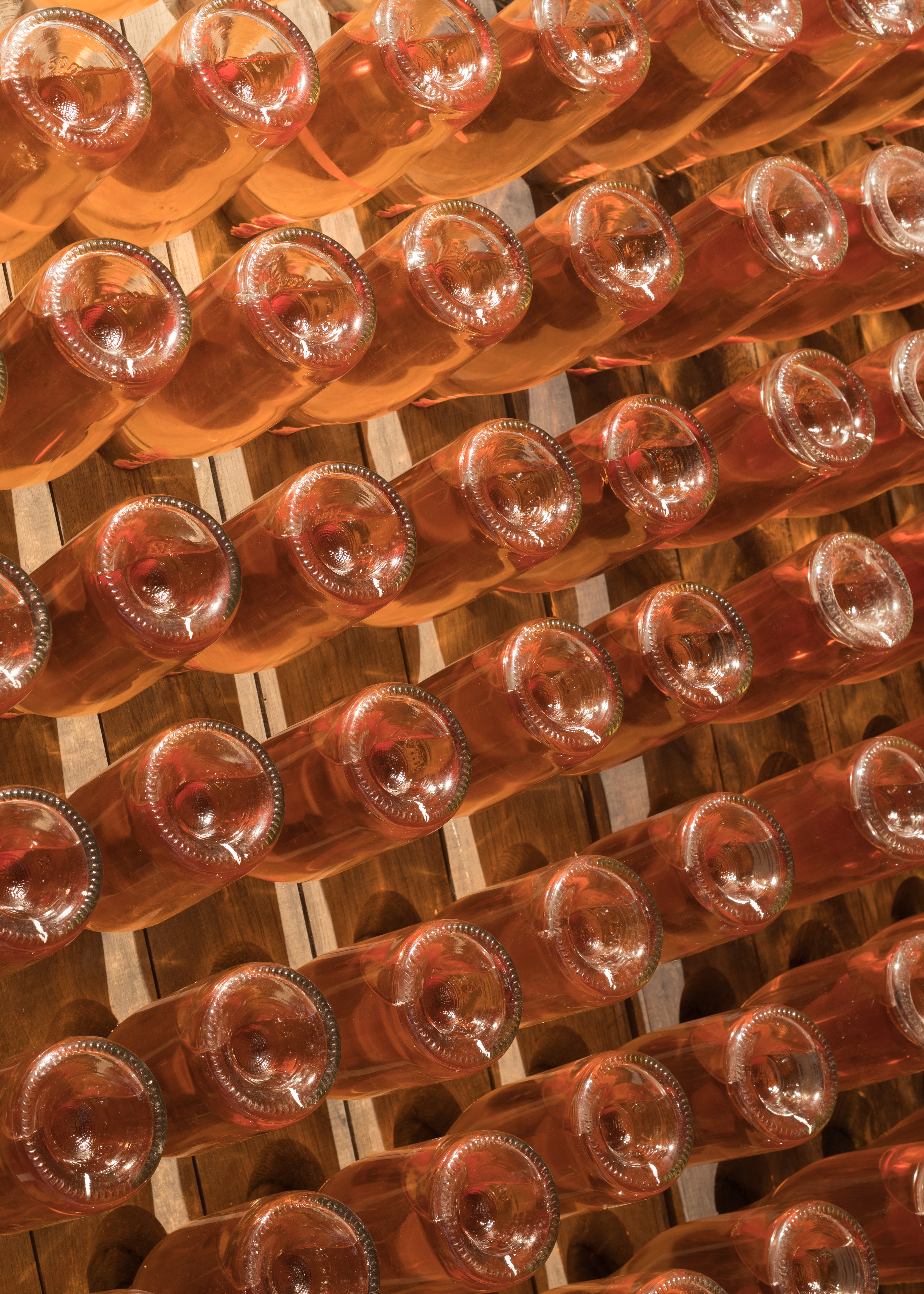
미국 캘리포니아주 내파에 있는 슈램스버그 포도원(Schramsberg Vineyards)의 지하 저장고에서 생산된 스파클링 로제 와인

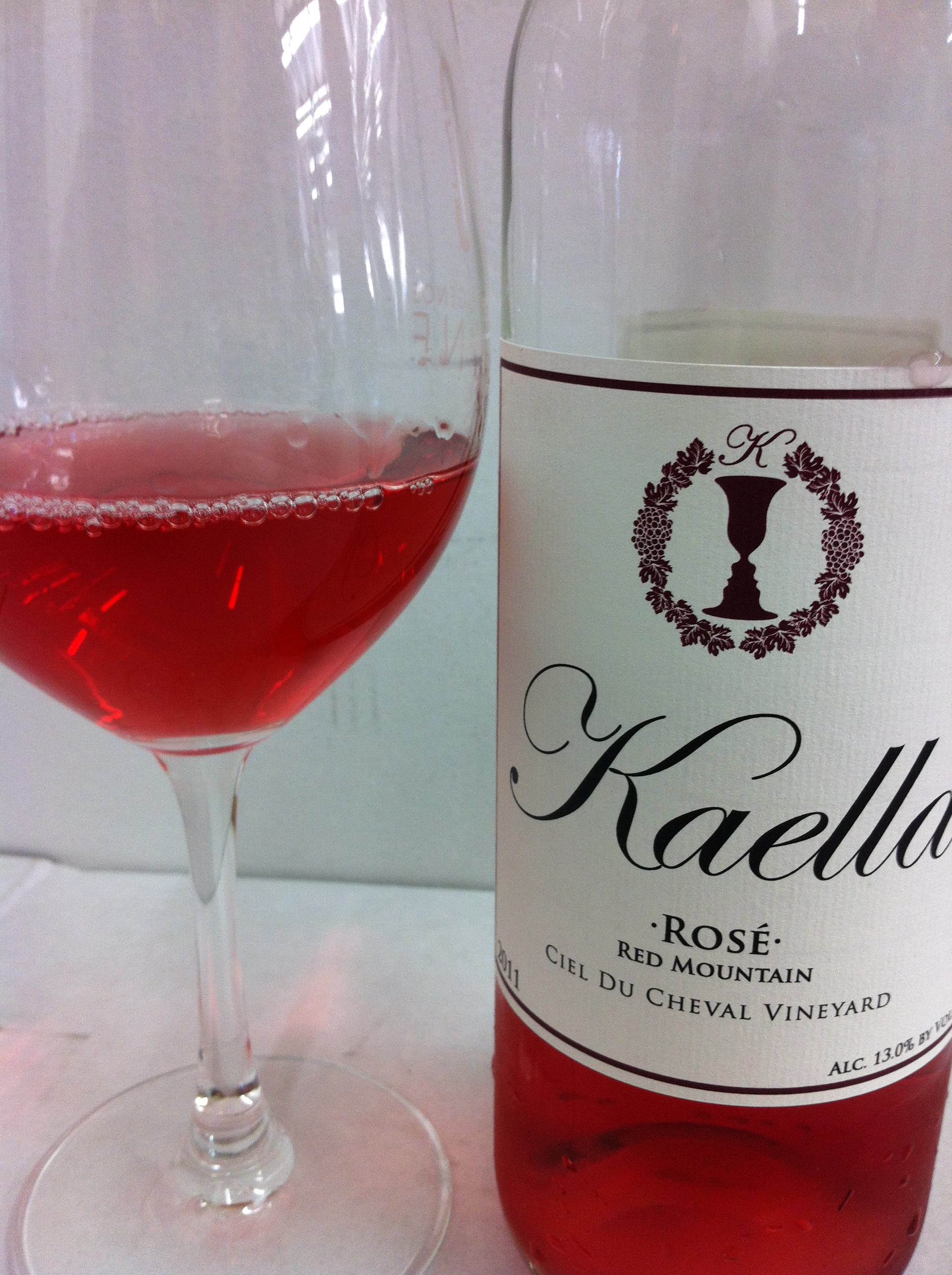
미국 워싱턴주의 로제 와인

로제 와인(영어: Rosé wine, 프랑스어: vin rosé, 프랑스어 발음: [vɛ̃ ʁoze])는 포도 껍질의 일부 색상을 통합하지만 적포도주로 분류하기에 충분하지 않은 포도주의 한 종류이다. 껍질 접촉 방법으로 만드는 것이 가장 간단하기 때문에 가장 오래된 알려진 포도주 종류일 수 있다. 분홍색은 사용된 포도 품종과 포도주 양조 기술에 따라 옅은 주황색에서 선명한 거의 보라색까지 다양하다. "로제(rosé)"는 일반적으로 프랑스어, 포르투갈어, 영어권 국가에서 사용하며, 스페인어에서는 로사도(스페인어: rosado), 이탈리아어에서는 로사토(이탈리아어: rosato)라고 표시한다.
로제 포도주를 생산하는 세 가지 주요 방법은 스킨 컨택트, 세네, 그리고 블렌딩이다. 로제 와인은 스틸, 세미 스파클링 또는 스파클링으로 만들 수 있으며, 매우 드라이한 프로방스 로제에서 달콤한 화이트 진판델과 블러시에 이르기까지 광범위한 단맛 수준을 가지고 있다. 로제 와인은 다양한 포도로 만들어지며 전 세계에서 찾을 수 있다.
로제 와인이 주요 제품인 경우, 껍질 접촉법으로 생산한다. 검은 껍질의 포도를 으깨고 껍질을 짧은 기간 동안 주스와 접촉 상태로 둔다. 그런 다음 포도즙을 압착하고 껍질은 버린다. 발효 내내 접촉 상태로 두는 것보다는(적포도주 제조의 경우처럼) 그렇게 한다. 껍질이 주스와 접촉한 상태가 오래될수록 최종 포도주의 색상이 더 진해진다.
와인메이커가 적포도주에 더 많은 타닌과 색상을 부여하고자 할 때, 세네(Saignée, 프랑스어 블리딩에서 유래) 방법으로 알려진 초기 단계에서 머스트의 분홍색 주스를 제거할 수 있다. 블리딩의 결과로 통에 남아 있는 적포도주가 농축되는데, 머스트의 주스 양이 감소하고 침출에 관련된 머스트가 더 농축되기 때문이다. 제거된 분홍색 주스는 별도로 발효하여 로제를 생산할 수 있다.
색상을 내기 위해 적포도주를 백포도주에 간단히 섞는 것은 흔하지 않으며 대부분의 포도 재배 지역에서 권장되지 않는다. 특히 프랑스에서는 법적으로 금지되어 있지만 샴페인은 예외이다. 샴페인에서도 몇몇 고급 생산자는 이 방법을 사용하지 않고 대신 세네 방법을 선택한다.

## 역사

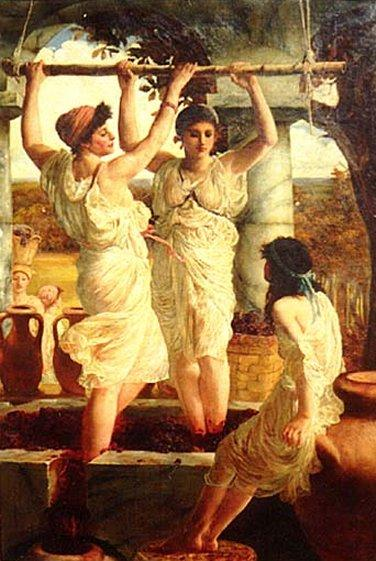
최초의 적포도주 중 다수는 현대의 로제 와인과 색상이 비슷했다. 초기 와인 제조 기술 중 다수가 수확 직후에 압착하는 과정이 포함되었기 때문이다.

로제라는 라벨이 붙은 최초의 와인이 언제 생산되었는지는 알 수 없지만, 가장 초기의 적포도주 중 다수가 현대의 적포도주보다 오늘날의 로제와 외관이 더 가까웠을 가능성이 매우 높다. 오늘날의 더 어둡고 타닌이 더 많은 적포도주를 만드는 데 사용되는 많은 와인 제조 기술(장시간 침지 및 더 강한 압착)이 고대 와인 제조에서는 널리 사용되지 않았기 때문이다. 적포도주와 백포도는 수확 직후에 종종 손, 발 또는 심지어 자루 천으로 압착하여 가볍게만 착색된 주스를 만들었다.
더 새롭고 효율적인 와인 프레스가 개발된 후에도 많은 고대 및 초기 와인 양조업자는 여전히 색상이 밝고 과일 맛이 강한 스타일의 포도주를 만드는 것을 선호했다. 고대 그리스와 로마 와인 제조업자 시대부터, 더 강하게 압착하고 주스를 껍질과 함께 일정 기간 "숙성"하면 더 진하고 진한 와인이 된다는 이해가 있었지만, 그 결과로 나온 와인은 종종 너무 거칠고 덜 바람직하다고 여겨졌다. 이러한 감정은 보르도의 옅은 클라렛이 세계의 주목을 받기 시작한 중세까지 오래 지속되었다. 강력한 영국 시장에서 가장 귀중하게 여겨지는 클라렛은 와인 역사가 휴 존슨에 따르면, "뱅 듀 뉘(vin d'une nuit)" 또는 "와인 오브 온 나이트(wine of one night)"(모두 '하룻밤의 와인'이라는 뜻)으로, 단 하룻밤만 껍질과 접촉한 주스로 만든 옅은 로제 와인이었다. 껍질과 더 오래 접촉한 즙으로 만든 더 어두운 와인은 뱅 베르메일(vin vermeilh)(또는 영국에서는 핀핀(pinpin))로 알려졌으며 품질이 훨씬 낮은 것으로 여겨졌다.
마찬가지로, 샴페인의 초기 역사에서 중세 시대에 이 지역에서 생산된 와인은 오늘날의 지역과 관련된 스파클링 화이트 와인과는 전혀 달랐다. 대신 옅은 붉은색이었고 심지어 분홍빛을 띠었으며, 일부 샹파뉴 와인메이커는 수익성이 좋은 플란데런 와인 무역을 위해 부르고뉴 와인과 경쟁하면서 포도주에 더 많은 붉은색을 더하기 위해 엘더베리를 사용했다. 16세기와 17세기에 이 지역은 피노 누아르 포도로 만든 "화이트" 와인으로 어느 정도 명성을 얻었지만, 실제로 화이트가 아닌 이 와인은 "메추라기의 눈"을 연상시키는 옅은 "회색 분홍색"이었고 별명은 오이 드 페르드리(Œil de Perdrix)였다. 이 스타일은 스위스에서 여전히 생산되고 있다. 17세기 후반에 샹페누아(돔 페리뇽의 작업의 도움을 받아)는 껍질과 즙을 더 잘 분리하고 적포도에서 진짜 화이트 포도주를 생산하는 방법을 배웠다.
샹페누아가 스파클링 와인 생산으로 옮겨가면서도, 그들은 이미 만들어진 화이트 포도주에 "색깔을 더하기" 위해 소량의 적포도주주를 블렌딩하는 방식으로 스파클링과 스틸 로제를 계속 생산했다. 색상의 깊이는 적포도주주를 더한 양에 따라 달라졌고, 적포도주은 더 많은 양을 첨가하면 포도주의 맛에 더 큰 영향을 미쳤다.

### 제2차 세계 대전 이후

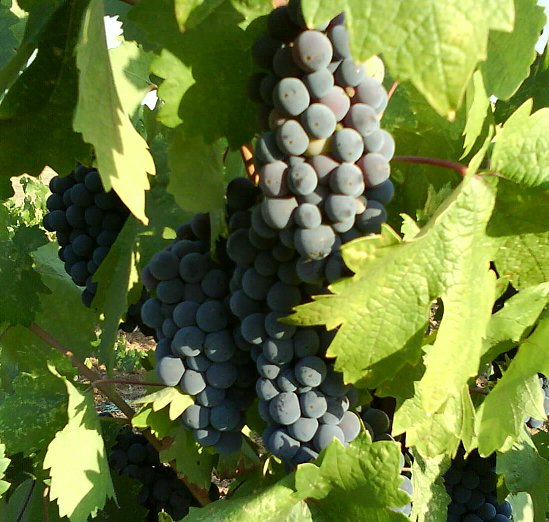
미국에서는 진판델로 적포도주를 생산하는 동안 발효가 중단되면서 인기 있는 장미색 포도주인 화이트 진판델이 개발되었다.

로제의 역사는 제2차 세계대전이 끝난 후 극적인 전환을 맞이했다. 포르투갈 포도주 생산자 두 가족이 모두 유럽과 미국 시장에 달콤하고 약간 스파클링한 로제를 출시했기 때문이다. 이 와인인 마테우스(Mateus). 란세르스(Lancers)는 유럽과 미국에서 판매 기록을 세웠고 20세기 대부분 동안 포르투갈 와인 산업을 지배했지만 21세기 최근 몇 년 동안 인기가 떨어졌다. 유럽과 미국 시장에서 여전히 입지를 굳건히 하고 있지만, 전통적인 드라이 로제에 대한 추세와 화이트 진판델(White Zinfandel)과 같은 미국 "블러시" 포도주의 개발로 인해 시장 점유율이 감소했다.
1970년대 초반, 화이트 포도주에 대한 수요가 화이트 와인용 포도 공급량을 초과했기 때문에 캘리포니아의 많은 생산자들이 최소한의 껍질 접촉을 하는 세네 생산 방식으로 붉은 포도로 "화이트" 포도주를 만들었는데, "화이트"할수록 더 좋았다. 1975년, 서터 홈의 "화이트 진판델" 와인은 발효가 멈추는 문제를 겪었다. 이는 효모가 휴면 상태에 빠지거나, 어떤 경우에는 모든 당분이 알코올로 바뀌기 전에 죽어버리는 문제이다. 와인메이커 밥 트린체로는 이 포도주를 2주 동안 보관해 두었다가, 맛을 본 후 더 분홍색이고 단 이 포도주를 팔기로 결정했다.
1976년, 와인 작가 제리 D. 미드(Jerry D. Mead)는 캘리포니아주 소노마군에 있는 밀 크릭 포도원을 방문했다. 찰스 크렉(Charles Kreck)은 캘리포니아에 최초로 카베르네 소비뇽 포도나무를 심은 사람 중 한 명이며, 미드에게 연한 분홍색이지만 아직 이름이 정해지지 않은 카베르네로 만든 포도주를 제안했다. 크렉은 이 포도주를 "화이트 카베르네(White Cabernet)"라고 부르지 않았는데, 당시의 붉은 포도 "화이트" 와인보다 색깔이 훨씬 어두웠기 때문이지만, 그가 알고 있던 로제 와인만큼은 어둡지 않았다. 미드는 농담 삼아 "카베르네 블러시(Cabernet Blush)"라는 이름을 제안했고, 그날 저녁 그는 크렉에게 전화해 그 이름이 농담이라고 더 이상 생각하지 않는다고 말했다. 1978년에 크렉은 "Blush(블러시)"라는 단어를 상표로 등록했다. 이 이름은 서터 홈(Sutter Home)과 베링거(Beringer)와 같은 생산자의 절반 달기의 포도주를 위한 마케팅 이름으로 유행했다. 오늘날 블러시 와인은 특정 와인이라기보다는 카테고리로 와인 목록에 더 자주 등장한다. 2010년 밀 크릭(Mill Creek)은 수년 만에 처음으로 로제 포도주를 생산했지만 제레미 크렉(찰스의 손자이자 현재 와인메이커)은 블러시라는 이름을 사용하지 않기로 했다.
"블러시"는 원래 색깔(옅은 분홍색)을 뜻했지만, 현재는 잔류 당도가 보통 2.5%인 비교적 단 잔류당 핑크 포도주를 뜻하는 말로 쓰인다. 북미에서 드라이 핑크 와인은 보통 로제로 판매되지만 블러시로 판매되는 경우도 있다. 유럽에서는 거의 모든 핑크 포도주를 캘리포니아의 절반 달기의 와인조차도 당도에 관계없이 로제로 부른다. "로제"라는 용어가 미국 시장에서 다시 인기를 얻으면서 "blush(블러시)"라는 라벨이 붙은 포도주의 점유율은 1997년 미국에서 소비된 모든 포도주의 22%에서 2003년 15%로 감소했다.
미국에서는 2005년 캘리포니아에서 기록적인 수확량을 기록한 이후, 로제 포도주에 사용되는 품종의 생산과 확산이 늘어났는데, 이는 와인 양조업체들이 적포도주주를 팔지 않고 두기보다는 로제를 만들기로 결정했기 때문이다.
로제는 2015년에 화제가 되었는데, 로제를 마시는 남자를 브로제(brosé)라고 부르기 시작했다. 2016년 여름, 뉴욕의 바 프리미에서 슬러시 형태의 프로세(frosé)가 개발되었다.

## 생산

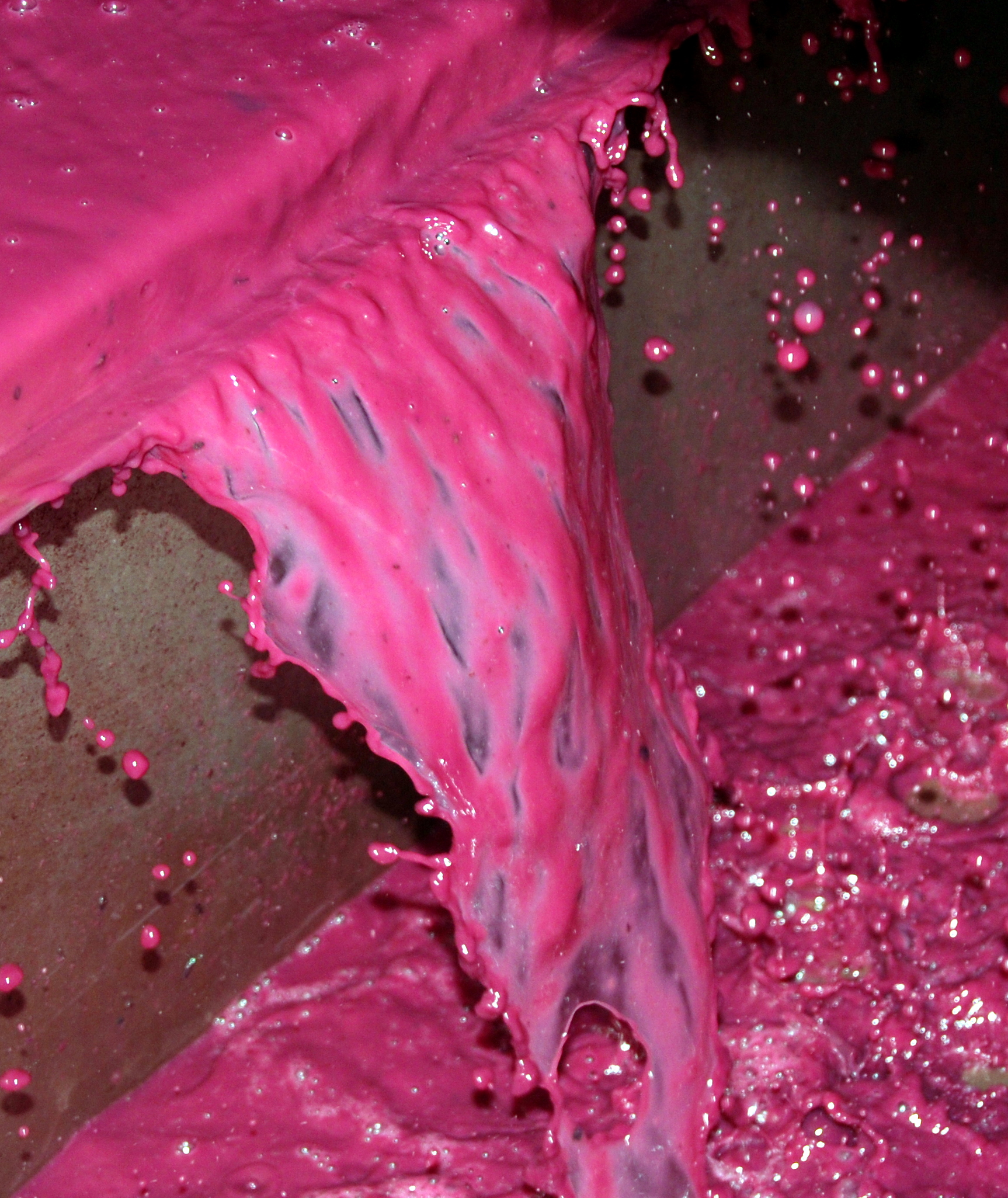
로제 포도주를 만드는 한 가지 방법은 포도주를 일찍(대개 껍질과 접촉한 지 12~24시간 후) 짜는 것이며, 적포도주 생산자는 주스를 껍질과 함께 며칠 또는 몇 주 더 담가둔다.

로제는 다양한 방법으로 생산할 수 있는데, 가장 일반적인 방법은 매우 짧은 기간, 보통 12~24시간의 침지 후에 붉은 포도 품종을 조기에 압착하는 것이다. 침지하는 동안 색상에 기여하는 안토시아닌과 탄닌)과 같은 페놀과 많은 풍미 성분이 껍질, 씨앗 및 머스트와 접촉한 줄기에서 침출된다. 이러한 페놀은 색상과 풍미를 더하는 것 외에도 산화방지제 역할을 하여 와인이 산소 노출로 인해 분해되는 것을 방지한다. 적포도주은 종종 침용이 며칠에서 몇 주까지 지속되는 반면, 로제의 침용은 매우 제한적이어서 이러한 와인은 색상, 잠재적인 풍미 성분 및 산소 보호가 덜 안정적이다. 이는 출시 후 곧 소비하도록 의도된 짧은 유통기한의 포도주에 기여한다.

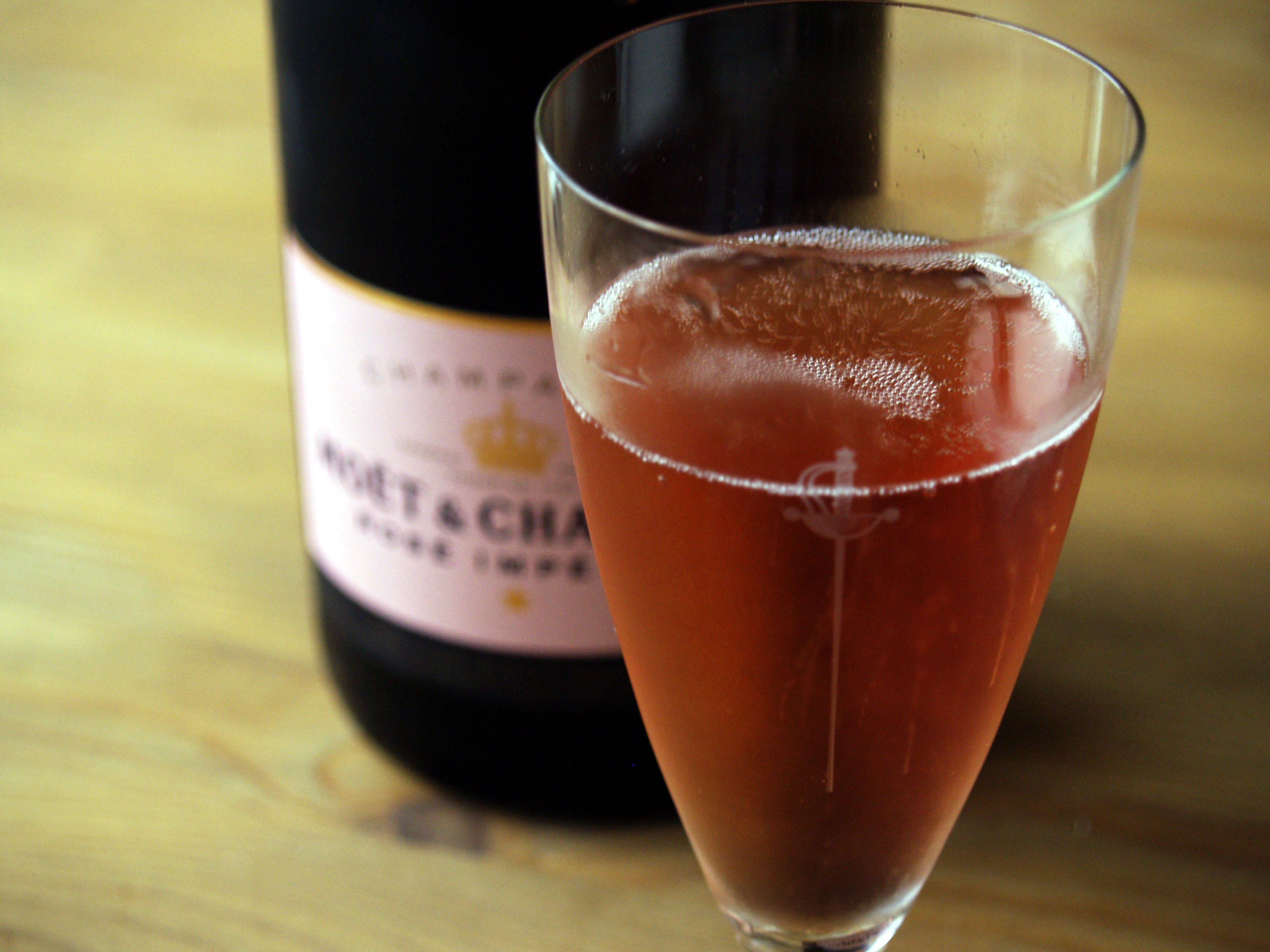
스파클링 로제 샴페인

### 세녜

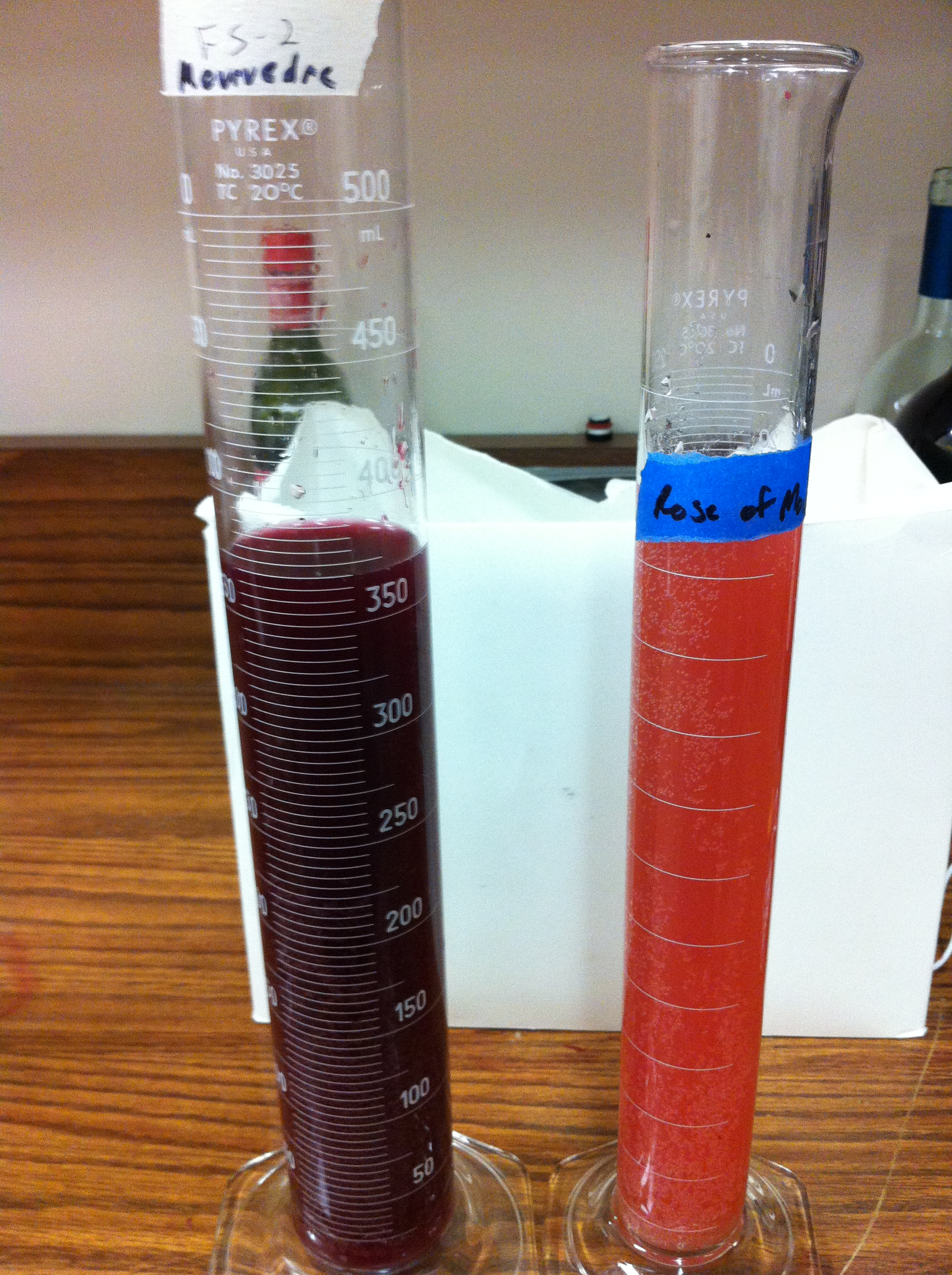
적포도주 주스에서 흘러나온(세네) 무르베드르와 로제 와인 샘플.

세네(프랑스어: saignée, 프랑스어 발음: [sɛɲe], 프랑스어로 "사혈(瀉血)"라는 뜻) 방법은 붉은 포도주의 페놀, 색상, 풍미를 더 깊게 농축하기 위해 즙에서 주스 일부를 제거하는 관행이다. 이 방법은 보르도와 부르고뉴의 프랑스 와인 지역에서 오랫동안 사용되어 왔지만 항상 로제 생산에 사용된 것은 아니다. 일부 적포도주메이커의 경우, 주스를 빼낸 것은 그냥 배수구에 붓거나 보관 중에 얼리지(ullage)(통과 탱크의 헤드스페이스)를 채우는 "토핑 와인"으로 사용한다. 로제 생산에 사용하는 것은 때때로 뒷전으로 여겨지는데, 훨씬 빨리 출시하고 시장에 출시할 수 있는 1차 적포도주에 2차 와인을 생산하여 현금 흐름을 늘리는 방법이다. 많은 와이너리가 세네 방법을 사용하여 비평가들의 호평을 받는 로제를 생산할 수 있었지만, 이 방법을 사용하는 것은 프로방스 와인 협회(CIVP) 회장인 프랑수아 밀로와 같은 와인 전문가들의 비판을 불러일으켰다. 그들은 세네 방법의 로제는 "진정한 로제가 아니다"고 주장하는데, 그 이유는 블리딩 과정(즙을 짜지 않고 만드는 과정)이 사후에 생각해 낸 것에 가깝기 때문이다.

### 뱅 그리
주스가 껍질과 접촉할 시간을 약간 주는 침지법과 달리 뱅 그리(vin gris)는 침지 시간 없이 붉은 껍질 포도를 바로 압착하여 만든 와인이다. 뱅 그리라는 이름에도 불구하고, 결과적으로 나오는 주스는 실제로 잿빛이 아니라 매우 옅은 분홍색으로, 일반적으로 제한된 침지법과 세네(saignée) 방법을 사용하여 전통적으로 만든 로제보다 훨씬 밝다. 프랑스 와인법에 따라 그리 드 그리(gris de gris)라는 라벨이 붙은 와인은 센소(Cinsault), 가메(Gamay), 그르나슈 그리(Grenache gris)와 같이 색이 밝은 포도 품종으로만 만들어야 한다. 이 스타일은 가메(Gamay)로 만든 로렌 원산지 통제 명칭(AOC) 코트 드 툴(Côtes de Toul)의 특산품이며, 모로코에서는 오렌지-분홍색 와인이 센소, 그르나슈, 카베르네 소비뇽을 혼합하여 만들어진다.

### 탈색
로제를 생산하는 또 다른 방법은 활성탄과 같은 흡수성 숯을 사용하여 적포도주의 색을 심하게 탈색하는 것이다. 탄소 화합물(예: 나무 또는 이탄)의 건식 증류로 얻은 이 더 순수한 형태의 숯은 표면적 대 무게 비율이 높아 포도주의 색상 화합물과 기타 페놀 및 콜로이드를 흡착한다. 포도주의 색을 탈색하는 데 사용할 수 있지만 종종 색상 이상의 것이 포도주에서 제거되므로 이 방법은 고품질 로제를 생산하는 데 거의 사용되지 않다.

## 색상

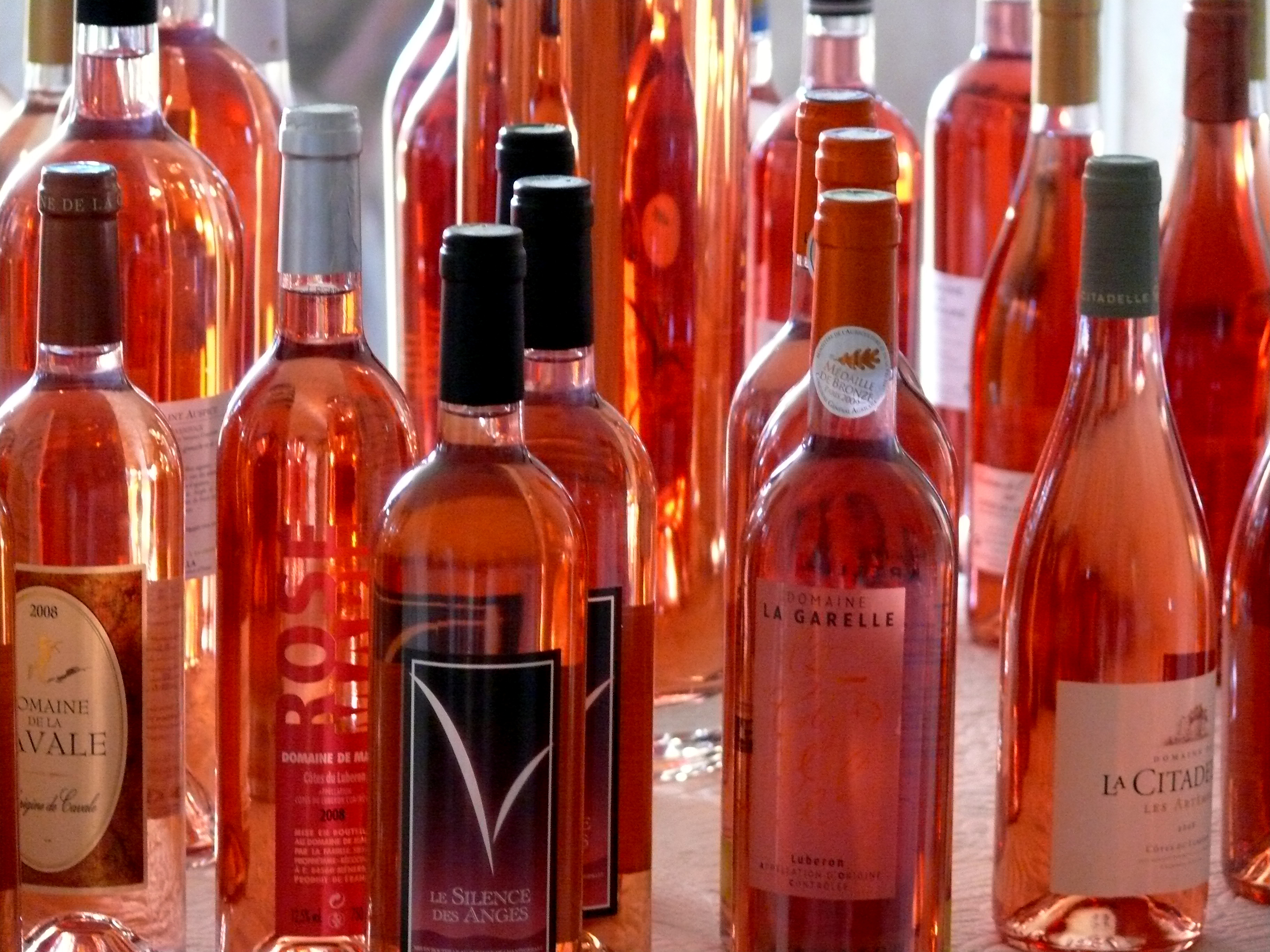
로제 와인은 포도 품종과 생산 방법에 따라 다양한 색상을 띨 수 있다.

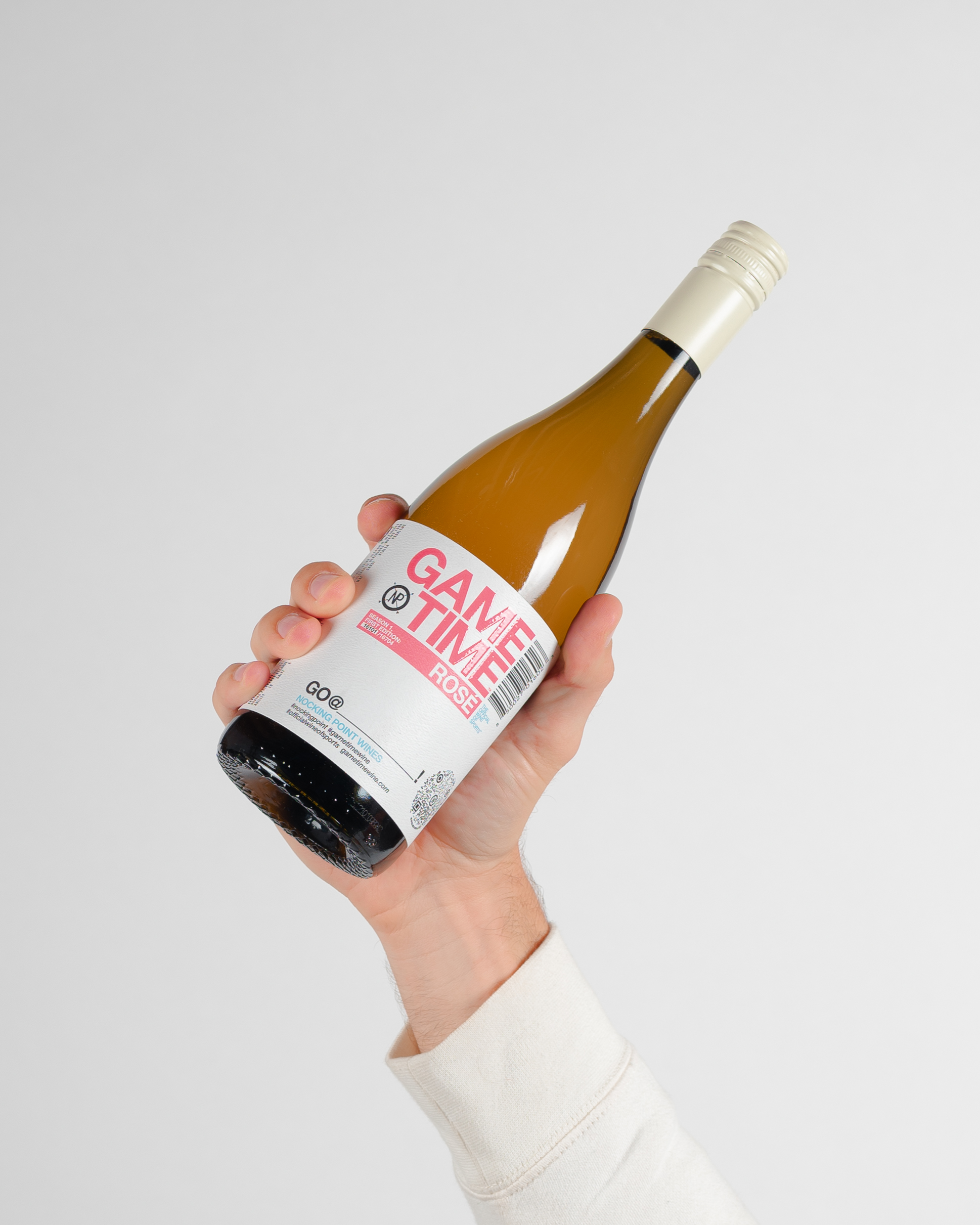
짙은 녹색 유리잔에 담긴 노킹 포인트 와인의 게임타임 로제 와인 한 병.

탕튀리에(teinturier)라고 알려진 극히 소수의 품종을 제외하고, 대부분의 와인 포도는 투명하거나 무색의 주스를 생산한다. 여기에는 카베르네 소비뇽과 피노 누아르와 같은 잘 알려진 적포도 품종이 포함됩니다. 적포도주의 색상은 포도주의 다른 성분(예: 탄닌, 아세트알데히드, 피루브산)과 반응하여 중합체 색소를 형성하는 안토시아닌이라는 껍질의 페놀에서 나온다. 안토시아닌은 침지 과정을 통해 껍질에서 추출되는데, 일부 로제 포도주의 경우 침지 과정이 몇 시간(일반적으로 안토시아닌 함량이 20~50mg/L에 불과함)에서 대부분의 적포도주의 경우 며칠(종종 안토시아닌 함량이 250mg/L 이상)까지 지속된다.

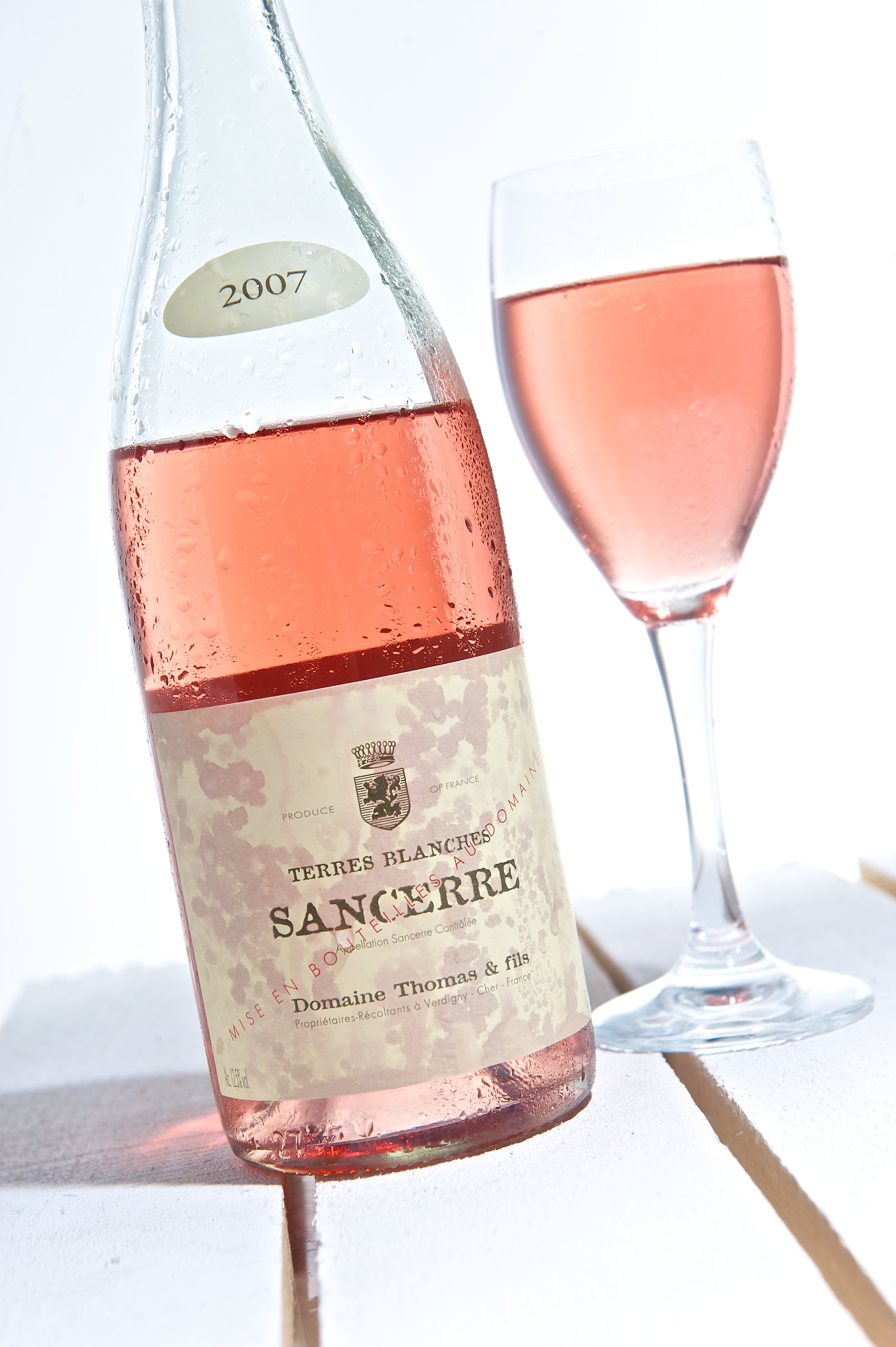
상세르의 로제 와인

안토시아닌은 용액의 pH/산도 수준에 따라 무색, 적색 및 청색의 세 가지 다른 형태로 변할 수 있다. 와인 pH(일반적으로 2.9-4.0)에서 대부분의 포도 안토시아닌은 탄닌이나 다른 분자(예: 포도 껍질뿐만 아니라 포도씨, 줄기 및 오크 와인통에서 추출한 탄닌)와 반응하여 안정화된 색소를 형성하지 않는 한 무색 형태이다. 따라서 로제 포도주를 만들고자 하는 생산자는 포도주에서 추출되는 안토시아닌의 양을 제한할 뿐 아니라 와인이 타닌에 노출되는 것도 제한해야 한다(침지 시간을 줄이거나, 포도를 부드럽게 압착하거나, 오크 대신 스테인리스 탱크만 사용). 또한 아세트알데히드 및 포도주에 색상을 더할 수 있는 기타 갈변 색소의 발생을 제한하는 보호적 항산화 와인 제조 기술을 사용해야 한다.
프랑스 프로방스 와인협회(Conseil Interprofessionnel des Vins de Provence)에 따르면 프로방스의 로제는 멜론(캔털루프), 복숭아, 레드커런트, 자몽, 망고, 감귤 등 다양한 색상 중 하나를 나타낸다.
많은 연구에 따르면 포도주의 색깔은 소비자의 포도주에 대한 인식에 영향을 미친다는 사실이 밝혀졌다. 이러한 연구에 따르면 소비자는 시각적으로 검사했을 때 어두운 색상의 로제를 선호하는 경향이 있는 반면, 색상을 시각적으로 구별할 수 없는 블라인드 테스트(예: 검은 와인잔 사용)에서는 소비자가 밝은 색상의 로제를 선호하는 경우가 많았다.
이러한 이유로 많은 로제 와인메이커는 로제의 색상 품질을 염두에 두고 이 요인에 따라 와인 제조 결정을 내린다. 여기에는 침출 정도, 진한 적포도주에서 세니에(saignee, 적포도주를 생산하는 과정에서 얻어지는 과즙 일부를 이용하는 방법) 할지 여부, 원하는 색상에 도달하기 위해 완성된 적포도주주를 섞어 색상 조정을 하는 것까지 포함된다.

## 향과 맛

포도주의 많은 향과 풍미 성분은 포도 껍질에 있다. 침지 기간(머스트가 껍질과 접촉하는 기간)은 이러한 화합물이 얼마나 추출되어 포도주에 존재하는지에 영향을 미친다.

로제의 향과 맛은 주로 포도주를 생산하는 데 사용된 특정 포도 품종의 영향을 받지만 생산 방법도 중요한 역할을 한다. 많은 로제의 가볍고 과일 같은 특성은 포도 껍질에서 풍미 전구체로 발견되는 휘발성 티올에서 나온다. 이 중 가장 두드러진 것은 3-머캅토헥사놀-1-올과 3-머캅토헤닐 아세테이트이다. 이것들은 침지하는 동안 포도 껍질에서 추출되지만 20°C(68°F) 미만의 온도에서는 추출될 가능성이 낮다. 결과적으로 미생물 및 산화 활동을 제한하기 위해 "냉침지" 침지(훨씬 낮은 온도)를 하는 생산자는 이러한 화합물을 덜 추출할 수 있다. 발효하는 동안 에스터 페네틸 아세테이트와 이소아밀 아세테이트와 같은 다른 풍미 성분도 형성되어 포도주의 향에 기여한다.
이러한 향의 안정성은 산화로부터 이러한 화합물을 보호하는 안토시아닌과 기타 페놀의 양에 크게 좌우된다. 로제의 유통기한이 매우 제한적인 이유 중 하나는 껍질 접촉과 추출 시간이 매우 제한적이기 때문에 페놀 수치가 낮기 때문이다. 생산 후 1년 이내에 포도주의 3-머캅토헥사놀-1-올 수치는 일반적으로 발효 수준의 절반으로 떨어지고 대부분의 포도주에서 3-머캅토헤닐 아세테이트의 존재는 감지할 수 없다. 이것이 대부분의 와인 전문가가 로제 와인은 출시 후 가능한 한 빨리 마시라고 권장하는 이유이다.

## 같이 보기
- 클레어(Clairet): 매우 진한 로제 와인으로, 때때로 자체 와인 카테고리로 간주됨
- 로제 애플 사이더(Rosé apple cider): 붉은 살 애플크랩를 사용하여 만듬
- 프로제(Frosé): 로제를 슬러시로 얼리고 딸기, 보드카, 레몬 주스를 넣은 혼합 음료

## 참고 문헌
- Gabay, Elizabeth (2018). 《Rosé: Understanding the pink wine revolution》. The Classic Wine Library - Infinite Ideas Limited. ISBN 978-1-910902-71-4. 2018년 1월 21일에 확인함.